# 12801 Somekawa
12801 Somekawa è un asteroide della fascia principale. Scoperto nel 1995, presenta un'orbita caratterizzata da un semiasse maggiore pari a 2,4700390 UA e da un'eccentricità di 0,1237000, inclinata di 7,33979° rispetto all'eclittica.